# Anaspis lindbergiana
Anaspis lindbergiana là một loài bọ cánh cứng trong họ Scraptiidae. Loài này được Roubal miêu tả khoa học năm 1934.